# Melodia (singel)
Melodia – drugi singel polskiej piosenkarki Sanah z jej debiutanckiego albumu studyjnego, zatytułowanego Królowa dram. Singel został wydany 28 lutego 2020. Utwór napisali i skomponowali Zuzanna Jurczak, Magdalena Wójcik, Karolina Kozak i Bogdan Kondracki.
Kompozycja znalazła się na 1. miejscu listy AirPlay – Top, najczęściej odtwarzanych utworów w polskich rozgłośniach radiowych. Nagranie otrzymało w Polsce status diamentowego singla, przekraczając liczbę 100 tysięcy sprzedanych kopii.

## Geneza utworu i historia wydania
Piosenka została napisana i skomponowana przez Zuzannę Jurczak, Magdalenę Wójcik, Karolinę Kozak i Bogdana Kondrackiego, który również odpowiada za produkcję piosenki.
Singel ukazał się w formacie digital download 28 lutego 2020 w Polsce za pośrednictwem wytwórni płytowej Magic Records w dystrybucji Universal Music Polska. Kompozycja promowała debiutanckim albumie studyjnym Sanah – Królowa dram.
9 kwietnia 2020 wykonała piosenkę w wersji akustycznej podczas transmisji na żywo w serwisie społecznościowym Facebook. 12 kwietnia opublikowano utwór w ramach sesji dla RMF FM – Koncerty z dużego pokoju. 4 lipca 2020 zaprezentowała piosenkę podczas koncertu Gramy dla Śląska. We wrześniu singel został zaprezentowany w konkursie „Od Opola do Opola” podczas 57. Krajowego Festiwalu Piosenki Polskiej w Opolu i okazał się zwycięzcą.
Singel znalazł się w grupie trzydziestu polskich propozycji, spośród których polski oddział stowarzyszenia OGAE wyłaniał reprezentanta kraju na potrzeby plebiscytu OGAE Song Contest 2020. Zdobywając 191 punktów, kompozycja zajęła trzecie miejsce w polskich selekcjach.
Utwór znalazł się na kilkunastu polskich składankach m.in. RMF Polskie Przeboje 2020 (wydana 29 maja 2020), Bravo Hits: Lato 2020 (wydana 19 czerwca 2020) i Hity na czasie: Lato 2020 (wydana 26 czerwca 2020).

## „Melodia” w stacjach radiowych
Nagranie było notowane na 1. miejscu w zestawieniu AirPlay – Top, najczęściej odtwarzanych utworów w polskich rozgłośniach radiowych.

## Teledysk
Do utworu powstał teledysk zrealizowany przez The Dreams Studio, który udostępniono w dniu premiery singla za pośrednictwem serwisu YouTube.
Wideo znalazło się na 1. miejscu na liście najczęściej odtwarzanych teledysków przez telewizyjne stacje muzyczne.

## Lista utworów
- Digital download[2]

1. „Melodia” – 3:04

## Notowania
| Kraj   | Lista (2020)                | Najwyższa pozycja |
| ------ | --------------------------- | ----------------- |
| Polska | AirPlay – Top               | 1                 |
| Polska | AirPlay – Nowości           | 2                 |
| Polska | AirPlay – TV                | 1                 |
| WNP    | Tophit City & Country Radio | 978               |

| Kraj   | Lista (2020)  | Pozycja |
| ------ | ------------- | ------- |
| Polska | AirPlay – Top | 11      |

## Certyfikaty
| Kraj          | Certyfikat       | Sprzedaż |
| ------------- | ---------------- | -------- |
| Polska (ZPAV) | diamentowa płyta | 100 000+ |

## Wyróżnienia
| Rok  | Konkurs                  | Kategoria                                             | Rezultat    |
| ---- | ------------------------ | ----------------------------------------------------- | ----------- |
| 2020 | 57. KFPP w Opolu         | Od Opola do Opola                                     | Wygrana     |
| 2020 | Top 50 Poplisty RMF FM   | 50 najczęściej notowanych utworów na Popliście w 2020 | 6. miejsce  |
| 2020 | Gorąca 100               | 100 największych hitów 2020                           | 28. miejsce |
| 2020 | Przebój roku RMF FM 2020 | Przebój roku                                          | 12. miejsce |
| 2021 | Bestsellery Empiku 2020  | Streaming                                             | Nominacja   |